# Māhneshān (kommunhuvudort i Iran)
Māhneshān (persiska: ماه نشان, ماهنشان, Māh Neshān) är en ort i Iran.   Den ligger i provinsen Zanjan, i den nordvästra delen av landet, 400 km väster om huvudstaden Teheran. Māhneshān ligger 1 300 meter över havet och antalet invånare är 4 495.
Terrängen runt Māhneshān är kuperad åt sydväst, men åt nordost är den bergig. Māhneshān ligger nere i en dal.Runt Māhneshān är det ganska glesbefolkat, med 47 invånare per kvadratkilometer. Māhneshān är det största samhället i trakten. Trakten runt Māhneshān består i huvudsak av gräsmarker.